# Clan Al-Hamdan
Pour les articles homonymes, voir Al-Hamdan (homonymie).
Le clan Al Hamdan (en arabe : ال حمدان) est un clan druze de la région de Jabal Hauran, une région montagneuse dans le sud-est de la Syrie. Les al-Hamdan furent parmi les premières tribus à coloniser la région et l'ont dominée entre leur établissement en 1711 et les alentours 1860, lorsque le clan Bani al-Atrash les a supplanté.

## L'histoire

### Les règles dans la région de Jabal Hauran
Les al-Hamdan se réclament de la descendance des Hamdanides (Banu Hamdan), une dynastie arabe qui régit une grande partie du nord de la Syrie du nord au cours du règne des Fatimide au Xe siècle. Cet héritage est validé par l'historien français du XXe siècle N. Bouron et l'historien druze A. Najjar. Cependant, l'historien druze Kais Firro met en doute cette affirmation et pense que les al-Hamdan ont inventé et propagé cette hypothèse afin de renforcer leur légitimité, le pouvoir, au sein de la communauté druze, étant souvent fondé sur l'importance de la généalogie. Selon la tradition Al Hamdan, les membres de la famille adoptèrent la foi druzes au cours de l'ère fatimide, et migrèrent vers le Mont-Liban au cours du déclin de ce règne fatimide en Syrie. Cependant, les premières chroniques druzes ne font pas mention de la conversion à la religion druze des membres de la dynastie Hamdanide. Dans les Mont-Liban, les al-Hamdan étaient basés dans le village d'Al-Kafr,.
À la suite de la bataille de l'Ain Dara en 1711, entre les clans druzes Qaysi et Yamani, bataille au cours de laquelle, les Yamani furent défaits, ces derniers commencèrent un exode massif vers le Hauran du Mont Liban. Les al-Hamdan faisaient partie de cette migration. Au moment de la migration, une petite communauté druze était présente dans le Hauran et dirigée par l'émir Alam ad-Din, un prince Yamani lié à la dynastie Ma'an qui avait dominé le Mont-Liban, entre le XIVe et le XVIIe siècle. Lorsque l'émir Alam ad-Din retourna au Mont Liban pour combattre aux côtés des Yamani en 1711, le leadership des Druzes du Hauban passa à Hamdan al-Hamdan. Le clan avait son siège dans le village de Najran, situé à l'extrémité ouest de la plaine de Lejah, et contrôlait cinq villages voisins. Le village ancestral des al-Hamdan d'Al-Kafr fut détruit au cours d'une tempête de neige au début du XVIIIe siècle, ce qui força ses habitants à rejoindre les al-Hamdan du Hauran. Les al-Hamdan continuèrent à entretenir des relations avec les branches de la région du Gharb (Mont-Liban) et de Galilée. Khalil al-Hamdan, un membre de la famille de Galilée déménagea dans le Hauran et renforça ainsi l'assise et le pouvoir de son parent, Hamdan al-Hamdan.
Au cours de la révolte druze de 1837-1838 contre Ibrahim Pacha d'Égypte, gouverneur de la Syrie, les Druzes étaient dirigés par Yahya al-Hamdan, principal cheikh de Jamal Hauran. Entre 1852 et 1857, Ismail al-Atrash, un cheikh druze basé à al-Qurayya, devint, par les faits, chef militaire druze de la région de Jabal Hauran au détriment de l'autorité des Al Hamdan de l'autorité. Ismail s'opposa à la domination des al-Hamdan, séparant la communauté druze en deux factions : les clans établis depuis longtemps affiliés au al-Hamdan et les clans les plus récents aux Bani al-Atrash. L'éminent cheikh d'Al Hamdan était à l'époque Wakid al-Hamdan. En 1856, les cheikhs des clans Bani Amer, Abou Fakhr, Abou Assaf, al-Hanaydi et al-Azzam demandèrent au gouverneur ottoman de Damas, de nommer Wakid "premier cheikh" de Jabal Hauran dans une tentative de s'opposer aux al-Atrash. L'année suivante, Ismail al-Atrash prit possession du second village des al-Hamdan, 'Ira et en chassa son cheikh Hazza al-Hamdan, frère de Wakid.

### Déclin
En 1860, les al-Hamdan avaient perdu leur position dominante dans la région de Jabal Hauran et étaient devenus largement tributaires de la puissante famille Bani Amer. En 1862, les al-Hamdan perdirent Qanawat, et n'avaient plus aucun pouvoir au sein de la communauté druze. Ils servaient plutôt de quartier général pour la communauté druze du cheikh al-aql (chef religieux) Husayn al-Hajari. Pour compenser la perte de Qanawat, les al-Hamdan s'emparèrent des villages de Asliha dans les plaines du Hauban ainsi que de Marad au sud de l'as-Suwayda. En 1868, ils contrôlaient cinq villages dans la région de Jamal Hauran. Cette année-là, les al-Hamdan, s'allièrent avec la tribu bédouine des Salut dans leur guerre contre Ismail al-Atrash.